# 斯科里內茨
51°18′54″N 31°18′18″E / 51.31500°N 31.30500°E

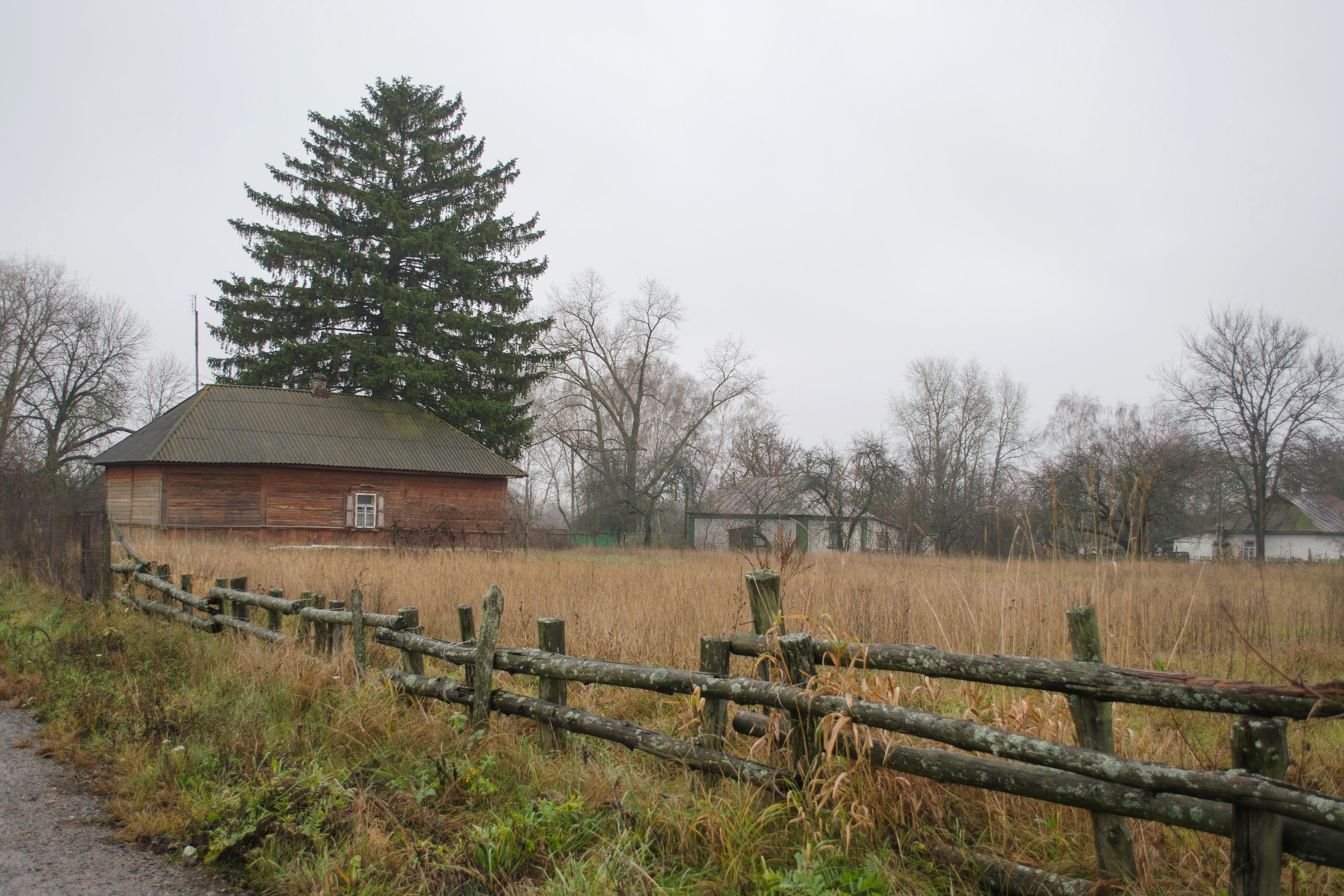

斯科里内茨（烏克蘭語：Скорінець），是烏克蘭北部切爾尼希夫州切爾尼希夫區伊萬尼夫卡市鎮的村落。始建於1638年，面積0.95平方公里，海拔高度118米，2001年人口272，人口密度每平方公里287.5人。